# Džoel Silver
Džoel Silver (енгл. Joel Silver; 14. jul 1952) američki je holivudski filmski producent.

## Biografija
Silver je odrastao u Saut Orandžu, Nju Džerzi, a srednju školu završio u Mejplvudu, Nju Džerzi gde je potpisan kao jedan od onih koji su izmislili sport ultimejt frizbi. Godine 1970. upisao je koledž Lafajet (Lafayette College), gde je osnovao prvi fakultetski tim u ovom sportu. Postdiplomske studije završio je na Tišovoj umetničkoj školi (Tisch School of the Arts) Njujorškog univerziteta.

## Potpisan kao producent
- V kao Vendetta (2005)
- (2005)
- Kuća od voska (2005)
- (TV) (2004)
- (2004)
- ' (TV) (2004)
- (TV) (2003)
- Gotika (2003)
- (2003)
- (Video game) (2003)
- (2003)
- (2003)
- (2003)
- Brod duhova (2002)
- Ritual (2001)
- (2001)
- (2001)
- Trinaest duhova (2001)
- Šifra sabljarka (2001)
- (2001)
- (2001)
- (2000)
- (TV) (2000)
- Romeo mora umreti (2000)
- Kuća na ukletom brdu (1999)
- (TV) (1999)
- (TV) (1999)
- (1999)
- (1999)
- Smrtonosno oružje 4 (1998)
- (1997)
- (1997)
- (TV) (1997)
- (1997)
- Krvavi bordel (1996)
- (1996)
- (1995)
- Ubice (1995)
- (1995)
- (1995)
- Richie Rich (1994)
- Uništitelj (1993)
- Smrtonosno oružje 3 (1992)
- (1991)
- (1991)
- Rikošet (1991)
- (1991)
- (1990)
- Predator 2 (1990)
- (1990)
- Umri muški 2 (1990)
- Smrtonosno oružje 2 (1989)
- (TV) (1989)
- (1989)
- Umri muški (1988)
- (1988)
- Predator (1987)
- Smrtonosno oružje (1987)
- Jumpin' Jack Flash (1986)
- Komandos (1985)
- (1985)
- Brusterovi milioni (1985)
- Vatrene ulice (1984)
- (1982)
- (1982)
- (1980)
- The Ratnici  (1979)

## Spoljašnje veze
- Joel Silver на веб-сајту  (језик: енглески)